# 川崎重工業
川崎重工業株式会社（かわさきじゅうこうぎょう、英: Kawasaki Heavy Industries, Ltd.、略称：KHI）は、東京都港区および兵庫県神戸市中央区に本社（登記上の本店は神戸市中央区）を置く重工業メーカー。通称は「川崎重工」又は「川重」。
オートバイ・航空機・鉄道車両・船舶・軍事ヘリコプターなどの輸送機器、その他機械装置を製造している。
三菱重工業（MHI）・IHI（旧:石川島播磨重工業）と共に三大重工企業の一角を成す。日経平均株価の構成銘柄の一つ。

## 概要
会社の歴史は19世紀の明治時代より始まっており、東京・築地の川崎築地造船所に端を発している。社名の「川崎」は神戸川崎財閥の創業者である川崎正蔵の姓が由来であり、川崎造船所時代から拠点を置いている神戸工場の所在地が東川崎町であるのは全くの偶然である。大正時代の第一次世界大戦による造船活況、そして世界大恐慌、昭和時代の第二次世界大戦、戦後の高度成長期と日本の近代史・産業史とともに存続してきた総合重機械企業である。
自衛隊の潜水艦や航空機、ミサイルの製造もおこなう国内有数の防衛産業でもあり、防衛装備受注金額では2015年度の防衛中央調達額で三菱重工業を抜いて日本第1位、世界第28位に位置した。神戸を拠点とする有数の関西系企業でもある。かつては神戸川崎財閥（松方コンツェルン）の主要企業であった経緯から、川崎製鉄（現・JFEスチール）・川崎汽船は同社の一部門が分離独立した企業である。本社は神戸市中央区の神戸クリスタルタワーであり、東京都港区海岸に東京本社も設置している（登記上の本店は神戸市中央区）。
社是に相当するミッションステートメントには「テクノロジーの頂点へ」と記されており、超高度な技術力の錬磨を推奨する社風を展開する。過去の歴史をさかのぼれば、日本で初めて蒸気機関車や高速鉄道の製造を行うとともに、ライト兄弟の初飛行からわずか15年で航空機工場を設立、戦後はオートバイなどに代表されるコンシューマープロダクツへの進出を成功させている。近年では、航空機の機体・エンジンの両方と、宇宙機器の開発・製造を担う航空宇宙産業としてその名を轟かせている。武器輸出三原則に代わり閣議決定された防衛装備移転三原則に従い、潜水艦や航空機の売り込みを図るなど防衛装備品の海外輸出検討も積極的に行っている。
一方、1969年に世界初の産業用ロボット会社を設立したジョセフ・エンゲルバーガーとの協力でロボットの国産化に成功して以来、重工業では珍しく、日本国内でファナックに次ぐ第2位、世界で第4位のロボット産業として存在感を確立している。この成長著しいロボット産業分野で、日本のロボット生産金額は2018年度に1兆円を超えたが、それら日本のロボットメーカーで構成する日本ロボット工業会会長職を2018年5月にファナックから引き継いでいる。また、IoTやAIに至る第四次産業革命の一端を担う業容の重点化、すなわちデジタルトランスフォーメーション（DX）を行っており自社の製造業としての高度知識集約産業化を強力に進めている。さらに、DXのさらに先に位置する産業革命と目されるグリーントランスフォーメーション（GX）の中核的活動である水素社会の確立を見越した水素チェーンのインフラ・輸送機器技術確立にいち早く取り組んでおり特筆に値する。これらの歴史は従来製品の延長だけで満足せず、新たなる分野での「テクノロジーの頂点」を目指す社風の成果とされる。
日立製作所内において設立されている日立返仁会（日立博士会）や日立技術士会と同じく、理工系国家最高資格の技術士、国家最高称号・学位である博士号取得を社内で積極的に推進し、技術士資格取得者から構成する川重技術士会（約140名）や博士号取得者で構成される川重博士会（約120名）を設立している。さらに自社内の社報で技術士・博士号取得者を定期的に公開しており「テクノロジーの頂点へ」という気風を強力に後押ししている。
なお、同社の会長・社長経験者は、神戸商工会議所の会頭職と同時に、日本商工会議所の副会頭職を務める場合が多い。さらに、その社業が陸海空のインフラ全般に及び社会経済の発展に貢献していることから、日本航空宇宙工業会や日本造船工業会、鉄道システム輸出組合などの会長・理事長を務める場合が多い。また、経営指標において特筆すべき成果が認められる場合に関西経済連合会の副会長職を務めている。

## 名称・ロゴマーク
現在は「Kawasaki」の「K」を図案化した「フライングKカワサキ」を川重グループで使用している。
かつて、川崎の川を図案化した「リバーマーク」を制定し、川崎造船所時代から長年、社章・社旗・オートバイを除く製品等で用いていた（川崎製鉄も独自マーク制定迄はリバーマークを使用していた）。二輪車部門は1960年代からフライングKカワサキを使用していた（それ以前はリバーマーク。一部車種はメグロを使用）。
川重製オートバイの海外認知度向上により、日本国内でもフライングKカワサキが鉄道車両等オートバイ以外の製品・サービスにもよく使われるようになり、2007年にフライングKカワサキを川重グループの新たなコーポレートマークに制定した。ただし、リバーマークが全く使われなくなったわけではなく、2015年発売のNinja H2Rなど一部の製品では、エンブレムとしてリバーマークが使われている。
2016年1月7日、創立120周年を記念しリバーマークを基にした「120周年ロゴマーク」を発表。1年間限定であるがリバーマークが復活した。広報活動等で使用される。
2021年10月1日に設立された、二輪車部門の分社化による新会社「カワサキモータース」のコーポレートマークとして当初はリバーマークを採用していたが、2023年7月より採用されなくなった。ただし2024年現在、リバーマークはごく一部の二輪車のエンブレムとしての採用に留まっている。

リバーマーク

## 主要事業・製品
製造する商品は多岐にわたる。同社は製造製品の分野ごとのカンパニー制度をとっており、2011年（平成23年）現在では以下のカンパニーで構成されていた。グループ連結での売上構成は、船舶海洋事業9.6%、車両製造事業10.9%、航空宇宙事業16.0%、ガスタービン・機械事業16.5%、プラント・環境事業7.2%、モーターサイクル&エンジン事業19.1%、精密機械事業11.4%、その他事業9.2%となっていた（2011年3月期）。
2018年4月1日、社内カンパニーを7から6に改編した。
- 航空宇宙カンパニーとガスタービン・機械カンパニーの航空エンジン事業を統合、航空宇宙システムカンパニーとなった。
- ガスタービン・機械カンパニーのエネルギー関連事業とプラント・環境カンパニーを統合、エネルギー・環境プラントカンパニーとなった。
- 精密機械カンパニーの名称を精密機械・ロボットカンパニーに変更した。

2021年4月1日、社内カンパニーを6から5に改編した。
- 船舶海洋カンパニーとエネルギー・環境プラントカンパニーを統合、エネルギーソリューション＆マリンカンパニーとした。

2021年10月1日、社内カンパニーを5から3に改編した。
- モーターサイクル&エンジンカンパニーを分社化しカワサキモータース株式会社とした。
- 車両カンパニーを分社化し川崎車両株式会社とした。

### 二輪車・汎用エンジン・水上オートバイ
2025年に株式の20%を伊藤忠商事株式会社に譲渡し、現在は連結子会社になっている。

### 精密機械・ロボットカンパニー
精密機械ディビジョンとロボットディビジョンからなる。川崎重工業のロボットディビジョンでは東京大学情報システム工学研究室（JSK）共同で人型ロボット（後述）を開発中。
RHP（Robust Humanoid Platform）
『2017国際ロボット展（iREX 2017）』（東京ビッグサイトにて2017年11月29日から2017年12月2日まで開催された国際ロボット展）にて人間型二足歩行ロボットのバージョン4「RHP（Robust Humanoid Platform）」を展示。身長174cm、重量83kg、全32自由度の成人男性サイズの人型ロボット。
Kaleido（カレイド）
翌年の『World Robot Summit 2018（WRS 2018）』（東京ビッグサイトにて2018年10月17日から2018年10月21日まで開催されたロボット展）にてバージョン5「Kaleido（カレイド）」を公開。軸構成を見直して軽量化・スリム化、バージョン4と同サイズで10kgほどの軽量化に成功、全30自由度（2軸削減）。
「Kaleido（カレイド）」は万華鏡（kaleidoscope）に由来し、「用途にあわせて姿を変え、無限の可能性を持つ」ことを意味する。一般公募にて名称を募集した。
Kaleido（漢字表記：華麗人）
『2019 国際ロボット展　INTERNATIONAL ROBOT EXHIBITION 2019（iREX2019）』（東京ビッグサイトにて2019年12月18日から2019年12月21日まで開催されたロボット展）にて新型「Ver.6」を公開。身長178cm、体重85kg。全32自由度（Ver.5より2軸増加）。Ver.6では、バッテリーの内蔵化により電源が不要、力覚センサーにより二足歩行が可能、ビジョンセンサーによる対象物が認識可能となる等の大幅な性能向上が実現された。

### 建設機械
2009年分社化により、株式会社KCMになった。川崎重工業の子会社であったが、2015年に株式譲渡により日立建機の子会社となった。旧KCMは2019年4月に日立建機本体へ吸収合併され、同社の播州工場になっている。
現在扱っている製品
- ホイールローダー
- ロードローラー
- ロードホールダンプ
- 除雪機械
- トーイングトラクタ
- トンネル用ダンプトラック

かつて扱っていた製品
- 油圧ショベル - コベルコ建機よりOEMを受ける。
- オフロードダンプトラック - 一時期、TEREX社のモデルを販売していた。
- モーターグレーダー - 米国HUBER社と技術提携して製造、販売していた。
- アスファルトフィニッシャー - 一時期販売していた。

## 沿革
- 1878年（明治11年） - 川崎正蔵により「川崎築地造船所」として設立。
- 1886年（明治19年） - 神戸の官営兵庫造船所の払い下げを受ける。
- 1896年（明治29年）10月9日 - 株式会社川崎造船所を設立（資本金200万円）。松方幸次郎が初代社長に就任。
- 1906年（明治39年）5月 - 運河分工場（後の兵庫工場）を開設。製鉄事業に進出し、機関車、貨客車、橋桁の製作を開始。
- 1908年（明治41年）6月27日 - 清国大連に支店を設置。
- 1911年（明治44年） - 国産化第1号蒸気機関車完成 （1B1形タンク機関車＝鉄道院180形）。
- 1918年（大正7年） - 兵庫工場に飛行機科を設置。
- 1919年（大正8年） - 船舶部を分離し、川崎汽船株式会社を設立。

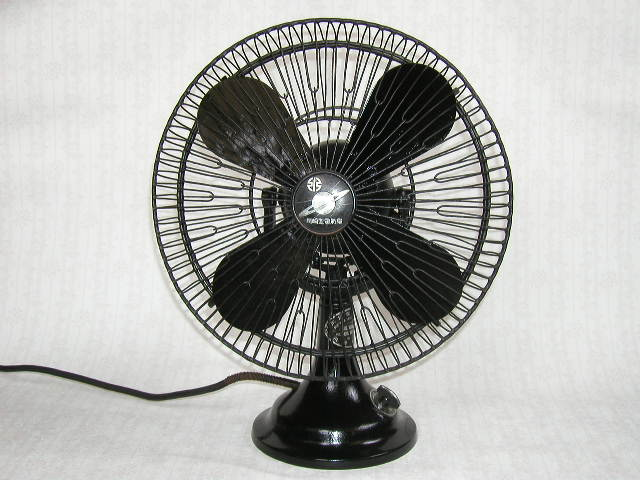
川崎オルビット型12インチ卓上扇風機（川崎型電気扇）

- 1925年（大正15年） - 英国オルビット社と技術提携を行い、車両用、船舶用および一般市販用扇風機を製作。1937年（昭和12年）に製作権を布引製作所に譲渡[15]。
- 1928年（昭和3年） - 鉄道車両部門を分離し、川崎車輛株式会社を設立。
- 1937年（昭和12年） - 飛行機部門を分離し、川崎航空機工業株式会社を設立。
- 1939年（昭和14年）12月1日 - 川崎重工業株式会社に商号変更。
- 1949年（昭和24年）5月 - 東京証券取引所・大阪証券取引所・名古屋証券取引所に上場。
- 1950年（昭和25年）8月 - 製鉄部門を分離して、川崎製鉄株式会社（現・JFEスチール株式会社）を設立。
- 1966年（昭和41年） - ボイラ、破砕機、運搬機械などのメーカーであった横山工業株式会社を合併。
- 1969年（昭和44年） - 川崎車輛・川崎航空機工業を合併[注釈 3][16]。
- 1972年（昭和47年） - 汽車製造株式会社を合併。
- 1974年（昭和49年） - バス車体製造部門（各務ヶ原工場）を分離し、いすゞ自動車のバス車体製造会社として川重車体工業（いすゞバス製造を経て、現・ジェイ・バス）を設立。
- 1975年（昭和50年） - 米国でオートバイの生産を開始。
- 1986年（昭和61年）3月31日 - 宇都宮工場（栃木県河内郡河内町、現・宇都宮市）を閉鎖。翌4月1日、アイ・ケイ・コーチ（旧・川重車体工業、現・ジェイ・バス）に生産拠点として譲渡。
- 1988年（昭和63年） - 米国で建設機械の生産を開始。翌年、伊藤忠を伴い、Armcoと共同事業。
- 1991年（平成3年） - ドーバー海峡を挟む英仏海峡トンネルの掘削に成功。
- 2001年（平成13年） - 社内カンパニー制に移行。米国に鉄道車両専用工場を完成。
- 2002年（平成14年） - 造船部門を、川崎造船株式会社へ分社。油圧部門をカワサキプレシジョンマシナリとして分社、独立。
- 2003年（平成15年）4月 - 神戸製鋼との破砕機部門統合会社アーステクニカを設立。
- 2005年（平成17年） - プラント建設部門を分離、カワサキプラントシステムズ株式会社を設立。オートポリスを買収。
- 2006年（平成18年）
  - 阪急電鉄からアルナ輸送機用品（旧・アルナ工機）の全株式を取得。
  - 関連会社の川重防災工業（現・エア・ウォーター防災）の株式をエア・ウォーターが取得し同社の筆頭株主となる（翌年春、同社はエア・ウォーターの完全子会社となる）。
  - 環境部門がカワサキ環境エンジニアリングとして分社独立。
- 2007年（平成19年）
  - 国土交通省と旧・日本道路公団の橋梁談合事件をうけ、国土交通省より建設業法に基づき45日間の業務停止命令を受ける。
  - カワサキヘリコプタシステム（現・セントラルヘリコプターサービス）の株式をトヨタ自動車系の同業大手・朝日航洋へ売却。
  - カワサキプラントシステムズとカワサキ環境エンジニアリングが合併し、新・カワサキプラントシステムズが発足。
  - 次期固定翼哨戒機（XP-1）試作1号機・次期輸送機（XC-2）試作1号機ロールアウト。
- 2008年（平成20年）4月 - 神戸製鋼との破砕機部門統合会社アーステクニカの全株式を取得。
- 2009年（平成21年） - 建設機械部門をKCMとして分社独立。
- 2010年（平成22年）10月 - 川崎造船、カワサキプラントシステムズ、カワサキプレシジョンマシナリの3社と合併・再統合。
- 2013年（平成25年） - シスメックスと医療用ロボットの開発に向けたマーケティング会社・メディカロイドを設立。
- 2015年（平成27年）4月1日 - 三井造船（現・三井E&S）からエム・イー・エス由良（同日、MES-KHI由良ドックに社名変更）の株式40%を取得。KCMを日立建機グループに譲渡。
- 2018年（平成30年）4月 - 航空関連分野、エネルギー関連分野について、事業分野に沿って3カンパニーを2カンパニーに改組。社内カンパニーは7から6となった[6]。
- 2020年（令和2年）11月2日 - 鉄道車両事業を2021年10月に分社化すると発表[17]。
- 2021年（令和3年）
  - 4月 - 船舶海洋カンパニーとエネルギー・環境プラントカンパニーを統合、エネルギーソリューション＆マリンカンパニーを新設、社内カンパニーは6から5となった[18][19]。
  - 10月1日 - モーターサイクル&エンジンカンパニーを分社化、カワサキモータースが発足[20]。また、車両カンパニーを分社化し川崎車両とした[21]。この結果、社内カンパニーは5から3となった。シールドマシン事業を日立造船と統合、地中空間開発へ移管[22]。
- 2023年（令和5年）3月17日 - 国立西洋美術館と公式パートナーシップを締結[23]。
- 2024年 (令和6年)　8月1日 - 川崎重工業エネルギーソリューション＆マリンカンパニー船舶海洋ディビジョン神戸造船工場　組織改編　　　　　　　　　艦艇特殊船プロジェクト企画部、品質保証部、艦艇IT・セキュリティ推進部、潜水艦設計部、工作部、修繕部をもって編成。
- 2025年 (令和7年)
  - 4月1日 - カワサキモータース(元モーターサイクル＆エンジン事業)の株式の20%を伊藤忠商事株式会社に譲渡し、完全子会社から連結子会社に変更
  - 5月13日 - 粉砕機事業を行う株式会社アーステクニカの全株式を古河機械金属に譲渡するための協議を開始。2027年までに古河機械金属の完全子会社となる見込み。

## 歴代経営者
- 創業者 　川崎正蔵
- 初代　　 松方幸次郎
- 二代　　 鹿島房次郎
- 三代　　 平生釟三郎
- 四代　　 鋳谷正輔
- 五代　　 手塚敏雄
- 六代　　 砂野仁
- 七代　　 四本潔
- 八代　　 梅田善司
- 九代　　 長谷川謙浩
- 十代　　 大庭浩
- 十一代　 亀井俊郎
- 十二代　 田﨑雅元
- 十三代　 大橋忠晴
- 十四代　 長谷川聡
- 十五代　 村山滋
- 十六代　 金花芳則
- 十七代　 橋本康彦

## 事業拠点
拠点所在地のうち「川崎町」の地名は、当社の社名に由来する。

### 生産拠点

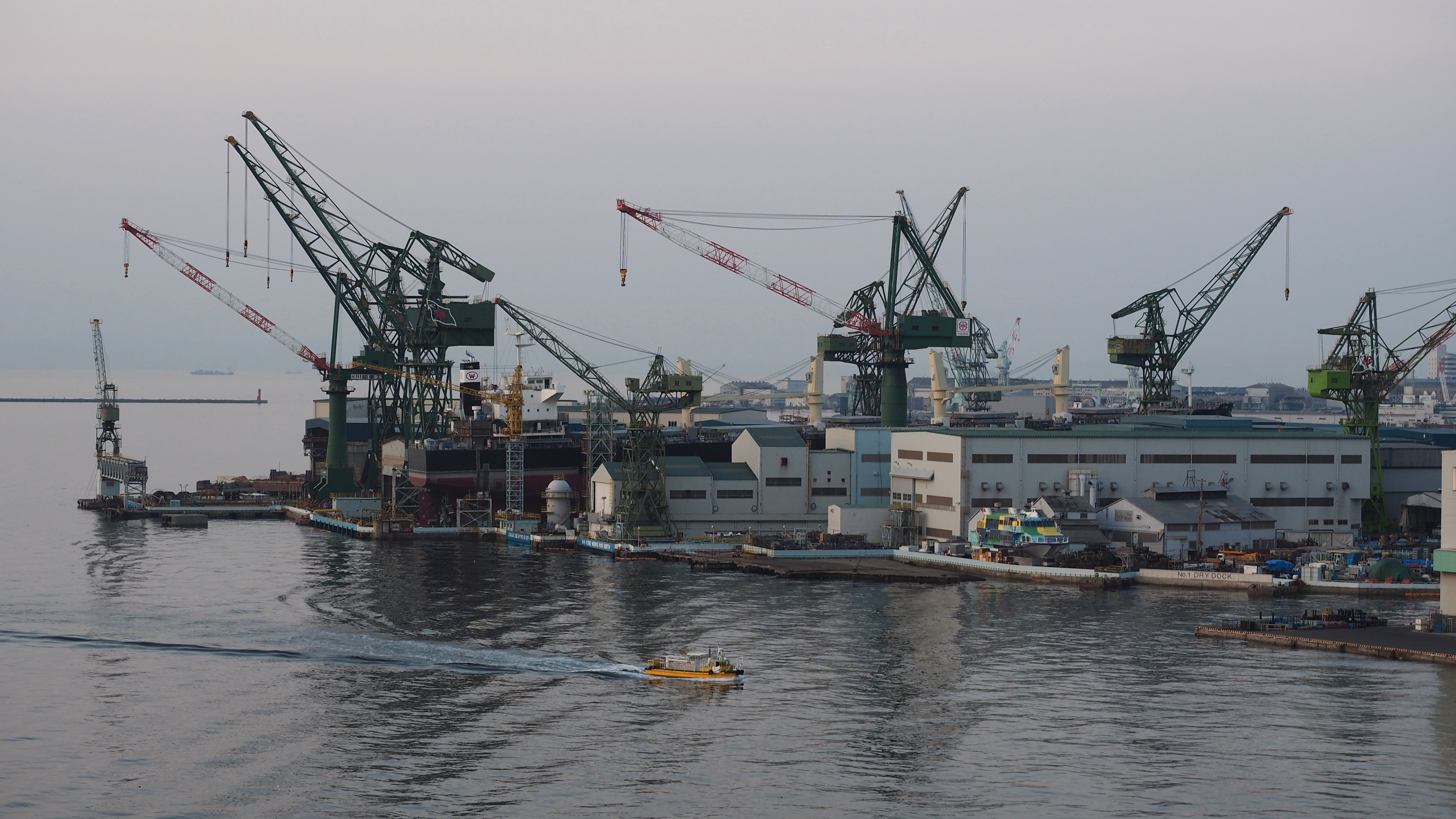
神戸工場

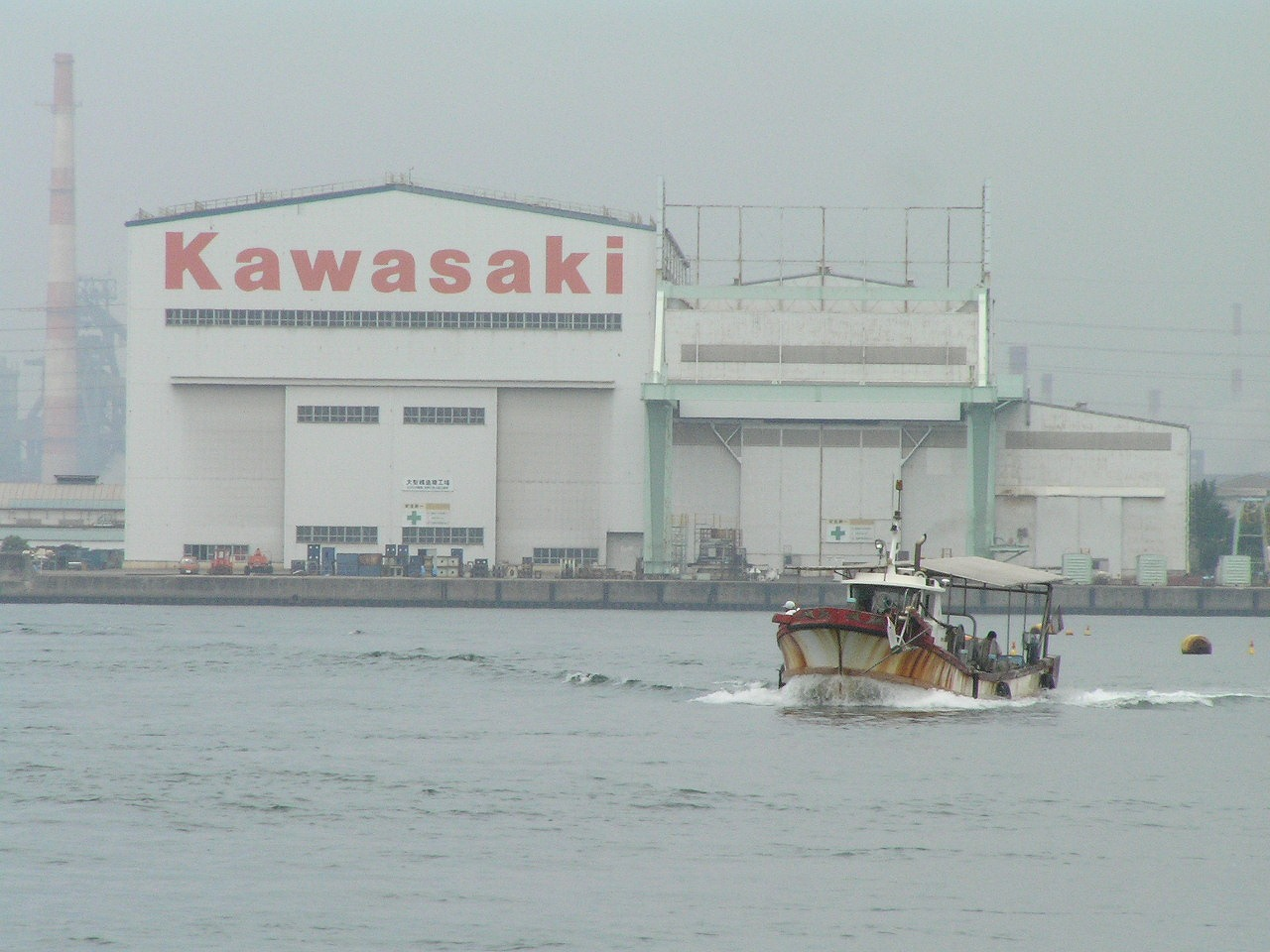
播磨工場

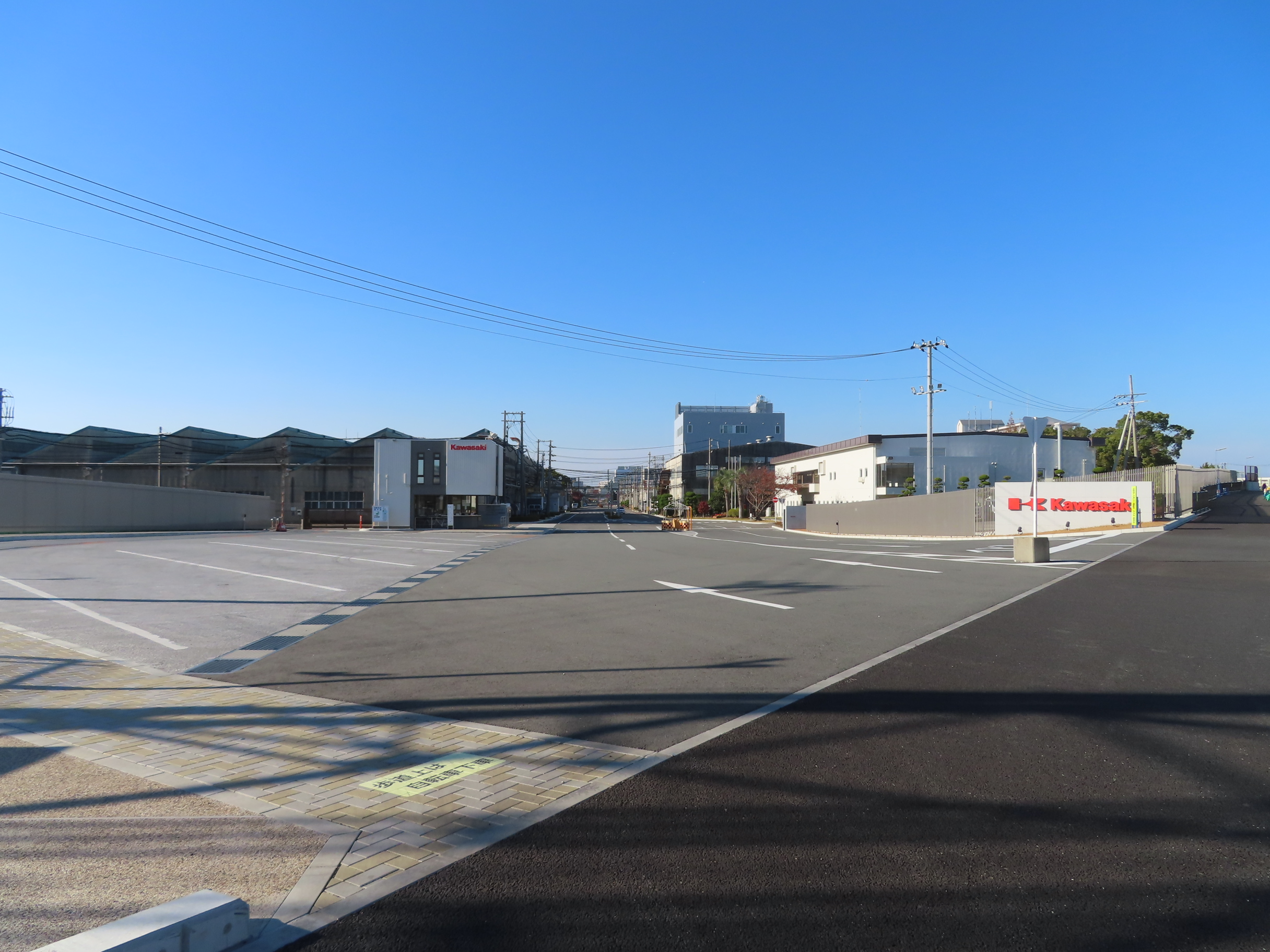
明石工場

- 兵庫工場（兵庫県神戸市兵庫区、鉄道車両製造）
  - 敷地面積:864ヘクタール、従業員数:約1,000人
- 坂出工場（香川県坂出市川崎町、コンテナ船・LNGタンカー製造）
- 岐阜工場（岐阜県各務原市川崎町、航空機製造・修理）
  - 敷地面積:276ヘクタール、従業員数:約2,900人（名古屋第一・第二含む）
- 名古屋第一工場（愛知県弥富市、航空機部品製造）
- 名古屋第二工場（愛知県海部郡飛島村、航空機部品製造）
- 西神工場（兵庫県神戸市西区高塚台、ジェットエンジン部品製造）
  - 敷地面積:220ヘクタール、従業員数:約150人
- 神戸工場（兵庫県神戸市中央区、原動機・ばら積船・潜水艦製造・修理・圧縮機）
  - 敷地面積:68ヘクタール、従業員数:約1,600人
- 西神戸工場（兵庫県神戸市西区櫨谷町、油圧機器製造）
- 播磨工場（兵庫県加古郡播磨町、鉄構製品・プラント・ボイラ・シールドマシン・鉄道車両製造）
  - 敷地面積:328ヘクタール、従業員数:約630人
- 明石工場（兵庫県明石市川崎町、ジェットエンジン・ガスタービン・オートバイ・産業用ロボット製造）
  - 敷地面積:210ヘクタール、従業員数:約3,200人
- 加古川工場（兵庫県加古川市、二輪・四輪、ジェットスキー用のエンジン鋳造品製造）

## 川崎重工グループ・関係会社
川崎重工グループは国内外で100社ほどの企業グループで構成されている。以下の一覧は、川崎重工業の平成28年度有価証券報告書に記載された内容に基づく。有価証券報告書に記載された関係会社は、報告書中の連結財務諸表の作成において連結対象とした関係会社である。
関係会社の事業内容は有価証券報告書に記載されたセグメントの名称と一致させた。
| 登記国                                    | 会社名                                         | 所在地                   | 事業                                        | 議決権の所有割合(%) |                  |
| 主たる連結子会社                          | 主たる連結子会社                               | 主たる連結子会社         | 主たる連結子会社                            | 主たる連結子会社    | 主たる連結子会社 |
| ----------------------------------------- | ---------------------------------------------- | ------------------------ | ------------------------------------------- | ------------------- | ---------------- |
| 日本                                      | アルナ輸送機用品(株)                           | 岐阜県養老町             | 車両事業                                    | 100                 |                  |
| 日本                                      | NICHIJO                                        | 札幌市手稲区             | 車両事業                                    | 75.02               |                  |
| 日本                                      | 日本飛行機(株)                                 | 横浜市金沢区             | 航空宇宙事業                                | 100                 |                  |
| 日本                                      | 日飛興産(株)                                   | 横浜市金沢区             | その他の事業                                | 100(間接100)        |                  |
| 日本                                      | 川重冷熱工業(株)                               | 滋賀県草津市             | ガスタービン・機械事業                      | 83.53               |                  |
| 日本                                      | (株)カワサキマシンシステムズ                   | 大阪市北区               | ガスタービン・機械事業                      | 100                 |                  |
| 日本                                      | (株)アーステクニカ                             | 東京都千代田区           | プラント・環境事業                          | 100                 |                  |
| 日本                                      | 川崎油工(株)                                   | 兵庫県明石市             | 精密機械事業                                | 100                 |                  |
| 日本                                      | カワサキロボットサービス(株)                   | 兵庫県明石市             | 精密機械事業                                | 100                 |                  |
| 日本                                      | 川重商事(株)                                   | 神戸市中央区             | その他の事業                                | 70                  |                  |
| 日本                                      | (株)カワサキライフコーポレーション             | 神戸市中央区             | その他の事業                                | 100                 |                  |
| アメリカ合衆国                            | Kawasaki Rail Car, Inc.                        | ニューヨーク州           | 車両事業                                    | 100(間接100)        |                  |
| アメリカ合衆国                            | Kawasaki Heavy Industries (U.S.A) Inc.         | ニューヨーク州           | その他の事業                                | 100                 |                  |
| アメリカ合衆国                            | Kawasaki Motors Corp., U.S.A.                  | デラウェア州             | モーターサイクル&エンジン事業               | 100                 |                  |
| アメリカ合衆国                            | Kawasaki Motors Finance Corporation            | デラウェア州             | モーターサイクル&エンジン事業               | 100(間接100)        |                  |
| アメリカ合衆国                            | Kawasaki Robotics (U.S.A.) Inc.                | デラウェア州             | 精密機械事業                                | 100(間接100)        |                  |
| アメリカ合衆国                            | Kawasaki Motors Manufacturing Corp., U.S.A.    | ネブラスカ州             | 車両事業、モーターサイクル&エンジン事業     | 100                 |                  |
| アメリカ合衆国                            | Kawasaki Precision Machinery (U.S.A) Inc.      | ミシガン州               | 精密機械事業                                | 100                 |                  |
| カナダ                                    | Canadian Kawasaki Motors Inc.                  | オンタリオ州             | モーターサイクル&エンジン事業               | 100                 |                  |
| ブラジル                                  | Kawasaki Motores do Brasil Ltda.               | サンパウロ州             | モーターサイクル&エンジン事業               | 100                 |                  |
| ブラジル                                  | Kawasaki do Brasil Industria e Comercio Ltda   | サンパウロ州             | その他の事業                                | 100                 |                  |
| イギリス                                  | Kawasaki Precision Machinery (U.K.) Ltd.       | プリマス                 | 精密機械事業                                | 100                 |                  |
| イギリス                                  | Kawasaki Robotics (UK) Ltd.                    | マンチェスター           | 精密機械事業                                | 100                 |                  |
| イギリス                                  | Kawasaki Heavy Industotries (U.K.) Ltd.        | ロンドン                 | その他の事業                                | 100                 |                  |
| オランダ                                  | Kawasaki Motors Europe N.V.                    | ホーフトドルプ           | モーターサイクル&エンジン事業               | 100                 |                  |
| 中国                                      | 武漢川崎船用機械有限公司                       | 湖北省武漢市             | ガスタービン・機械事業                      | 55                  |                  |
| 中国                                      | 川崎摩托(上海)有限公司                         | 上海市                   | モーターサイクル&エンジン事業               | 100                 |                  |
| 中国                                      | 川崎重工管理(上海)有限公司                     | 上海市                   | モーターサイクル&エンジン事業、その他の事業 | 100                 |                  |
| 中国                                      | 川崎精密機械(蘇州)有限公司                     | 江蘇省                   | 精密機械事業                                | 100                 |                  |
| 中国                                      | 川崎精密機械商貿(上海)有限公司                 | 上海市                   | 精密機械事業                                | 100                 |                  |
| 中国                                      | 川崎春暉精密機械(浙江)有限公司                 | 浙江省上虞区             | 精密機械事業                                | 54                  |                  |
| 中国                                      | 川崎機器人(天津)有限公司                       | 天津経済技術開発区       | 精密機械事業                                | 100                 |                  |
| 中国                                      | 川崎機器人(崑山)有限公司                       | 江蘇省崑山市             | 精密機械事業                                | 100                 |                  |
| 中国                                      | 川崎(重慶)機器人工程有限公司                   | 重慶市                   | 精密機械事業                                | 51                  |                  |
| 韓国                                      | Flutec, Ltd.                                   | 慶尚南道                 | 精密機械事業                                | 50.38               |                  |
| 韓国                                      | Kawasaki Robotics Korea, Ltd.                  | 仁川広域市               | 精密機械事業                                | 100                 |                  |
| マレーシア                                | Kawasaki Gas Turbine Asia Sdn. Bhd.            | セランゴール州           | ガスタービン・機械事業                      | 100                 |                  |
| インドネシア                              | PT. Kawasaki Motor Indonesia                   | ブカシ                   | モーターサイクル&エンジン事業               | 83                  |                  |
| フィリピン                                | Kawasaki Motors (Phils.) Corporation           | マニラ首都圏             | モーターサイクル&エンジン事業               | 50                  |                  |
| タイ                                      | Kawasaki Motors Enterprise (Thailand) Co.,Ltd. | バンコク                 | モーターサイクル&エンジン事業               | 100                 |                  |
| オーストラリア                            | Kawasaki Motors Pty. Ltd.                      | ニューサウスウェールズ州 | モーターサイクル&エンジン事業               | 100                 |                  |
| インド                                    | India Kawasaki Motors Pvt. Ltd.                | マハーラーシュトラ州     | モーターサイクル&エンジン事業               | 100                 |                  |
| インド                                    | Wipro Kawasaki Precision Machinery Pvt. Ltd.   | バンガロール             | 精密機械事業                                | 74                  |                  |
| インド                                    | Kawasaki Heavy Industries (India) Pvt. Ltd.    | ニューデリー             | 精密機械事業、その他の事業                  | 100(間接0.14)       |                  |
| 以上の他に49個の連結子会社がある。        |                                                |                          |                                             |                     |                  |
| 主たる持分法適用関連会社                  |                                                |                          |                                             |                     |                  |
| 日本                                      | スチールプランテック(株)                       | 横浜市神奈川区           | プラント・環境事業                          | 24.81               |                  |
| 日本                                      | (株)メディカロイド                             | 神戸市中央区             | 精密機械事業                                | 50                  |                  |
| ブラジル                                  | ENSEADA INDUSTRIA NAVAL S.A.                   | バイーア州               | 船舶海洋事業                                | 31.09               |                  |
| 中国                                      | 南通中遠川崎船舶工程有限公司                   | 江蘇省南通市             | 船舶海洋事業                                | 50                  |                  |
| 中国                                      | 大連中遠川崎船舶工程有限公司                   | 遼寧省大連市             | 船舶海洋事業                                | 34                  |                  |
| 中国                                      | 安徽海螺川崎工程有限公司                       | 安徽省蕪湖市             | プラント・環境事業                          | 49                  |                  |
| 中国                                      | 安徽海螺川崎節能設備製造有限公司               | 安徽省蕪湖市             | プラント・環境事業                          | 49                  |                  |
| 中国                                      | 安徽海螺川崎装備製造有限公司                   | 安徽省蕪湖市             | プラント・環境事業                          | 50                  |                  |
| 中国                                      | 上海海螺川崎節能環保工程有限公司               | 上海市                   | プラント・環境事業                          | 49(間接49)          |                  |
| 中国                                      | 上海中遠川崎重工鋼結構有限公司                 | 上海市                   | プラント・環境事業                          | 45                  |                  |
| 以上の他に8個の持分法適用関連会社がある。 |                                                |                          |                                             |                     |                  |

## 海外展開及びそれを巡る紛争や問題等
アメリカ進出
川崎重工業は日本企業の中でも最も早期に米国に進出している。ネブラスカ州リンカーン工場は、日本式のジャスト・イン・タイム型の生産体制のモデルケースとして広く取り上げられた。また1981年にリンカーン市にかけあって工場員のレイオフを防ぐなど、終身雇用型の労働管理の象徴とも考えられた。
中国への技術移転
2011年6月30日に開業した中国の北京 - 上海を結ぶ中国版新幹線「和諧号」には日本とドイツなどの技術が使われており、日本からは川崎重工業、日立製作所、三菱電機などの企業連合が技術供与した。だがその後、中国側が「独自開発」を主張し、米国や日本などで技術特許を申請する方針を打ち出した（川崎重工業は中国で特許を取得していない）。川崎重工業の幹部は同年7月4日 「“特許”の中身が分からないので今は対応のしようがないが、もし契約に違反する内容であれば、法的手段をとる必要がある」と述べた。さらに同幹部は「供与した技術は中国国内での使用に限ることになっている。きちんと契約を守る大人の国になってほしいと思うが、（中国側の動きを）もう少し見守りたい」と述べた。
中国への技術供与には終始慎重だったJR東海の葛西敬之会長は、2011年6月29日の会見で、「新幹線技術は国内のメーカーと国鉄の技術陣の長い期間にわたる汗と涙の結晶」と述べた上で、技術供与した川崎重工業に対して「技術立国に恥じない対応をしてもらいたい」と語り、特許侵害には断固対処するよう求めた。
サイゾーが運営するウェブメディア「ビジネスジャーナル」は、「問題の発端は、大庭浩会長及び大橋忠晴社長当時、ビジネスチャンスを求めて中国へ新幹線売り込みをかけた時にあった。この時、売り込みのグランドデザインを描いたのが長谷川聰（後の社長）だったとされている。しかし、川重がJR東日本（松田昌士会長）等と組んで新幹線車輌技術（新幹線E2系電車）を提供した際、川重側の契約が「技術を盗んで下さい」といわんばかりに杜撰だったと指摘されている。そのため中国側に国家ぐるみで新幹線車輌技術を盗まれ米国やアジア諸国への売り込みを許しているばかりでなく、契約の拡大解釈ないし詭弁の類いで米国などへ国際特許出願までをも許してしまったとされている。」と報じた（大橋忠晴の社長就任時点で大庭浩はすでに故人であり、報道内容の信憑性は低い）。
その他、海外初の産業用ロボット生産拠点も川崎重工は中国に設置している。
ブラジルの造船事業
2015年第3四半期に221億円の損失を計上。
2012年ブラジル政府の協力要請を受け、超大深水プレサル層から相次いで発見された油田開発に向けて現地の建設大手3社が設立したエンセアーダに3割出資して合弁事業に参画したことに伴い、ペトロブラスからドリルシップ船2隻と推進プロペラ装置の製作にあたった。翌年にペトロブラスや建設会社などが絡む大規模な賄賂・汚職スキャンダルが発覚。この余波でエンセアーダへのドリルシップ建造工事への入金および川崎重工への支払いも止まったが、2015年11月まで工事中断に合意せず損失処理を行わなかった。急速な原油安による掘削事業の悪化もあり、エンセアーダへの出資金、貸付金の評価損28億円とドリルシップ関連の売掛金、仕掛品の評価損192億円を計上した。

## 不祥事

### 労働災害
1971年に入社（一旦退職し、のち1997年に再入社）し、2000年に鬱病と診断された神戸工場のグループ長（当時55歳）が2002年、首吊り自殺した。同社は、1件も受注できない中で450億円の大きな商談を任せ、この男性が失敗したとして、男性を社内で「金食い虫」と糾弾し続けてきた。神戸東労働基準監督署が自殺と職務との関連性を認めず、労働災害不認定としたことを受けて、遺族の妻は遺族補償給付金などの不支給処分取り消しを求め神戸地裁に提訴。2010年9月3日、同地裁（裁判長・矢尾和子）は、男性が仕事で大きな重圧を受けていたとして労災を認め、神戸東労働基準監督署の処分を取り消した。判決は「残業時間からは、直ちに業務が過重だったと認められない」、「業務による心理的負荷が強かった。自殺は、業務に内在する危険が現実化した」と言及を行った。

### 子会社での賭博問題
同社子会社の川重明石エンジニアリングで、2009年頃から、社内のゴルフコンペにおいて、参加者らが賭けを行っていたことが明らかになった。同社の社長ら幹部が関与していた疑いが指摘されている。

### 陸上自衛隊ヘリ開発を巡る談合
陸上自衛隊の観測用ヘリコプター（OH-1）をベースにした次期多用途ヘリコプターの開発計画（UH-X）を巡る談合疑惑が2012年に浮上。受注に当たって同社とその関連企業、及び防衛省技術研究本部が富士重工を排除しようとしたとして、東京地方検察庁特別捜査部の家宅捜索を受けた（当時の川重担当者は起訴猶予になった）。
この談合問題については、川崎重工業の株主らが2014年6月に同社の村山滋社長ら経営陣を相手取り、談合当時の取締役だった村山社長らが同社に談合による損失を賠償するよう、総額46億2600万円の支払いを求める株主代表訴訟を神戸地方裁判所に起こした。2019年9月17日、同地裁（裁判長・阿多麻子）は「男性は判決を受けられる資格『原告適格』を喪失した」として訴えを却下した。

### 海上自衛隊潜水艦隊員への金品提供
2024年7月3日、防衛省は海上自衛隊潜水艦の修理業務で海上自衛隊員が川崎重工業の社員から金品を受け取った疑いがあると発表。12月27日特別防衛監察で修理現場で必要な備品など防衛省の予算措置との不一致が指摘された中間報告を公表。特定秘密のずさんな取り扱いや自衛隊幹部のパワハラ、潜水手当の不正受給などを発表した。

## 提供番組
- バナナマンのせっかくグルメ!!（TBS）
- ニュースTODAY（東京12チャンネル制作、サンテレビジョン、80年頃）